# Hysteropterum candidum
Hysteropterum candidum är en insektsart som beskrevs av De Bergevin 1919. Hysteropterum candidum ingår i släktet Hysteropterum och familjen sköldstritar. Inga underarter finns listade i Catalogue of Life.